# Línea Gandía-Gandía Puerto
La línea Gandía-Gandía Puerto es un ramal ferroviario de 2,9 kilómetros de longitud que pertenece a la red ferroviaria española. Se trata de una línea de ancho ibérico (1668 mm), electrificada y en vía única. Construida por RENFE e inaugurada en 1976, en la actualidad el ente público Adif es el titular de todas las instalaciones. Siguiendo la catalogación de Adif, es la «línea 346».

## Galería de imágenes

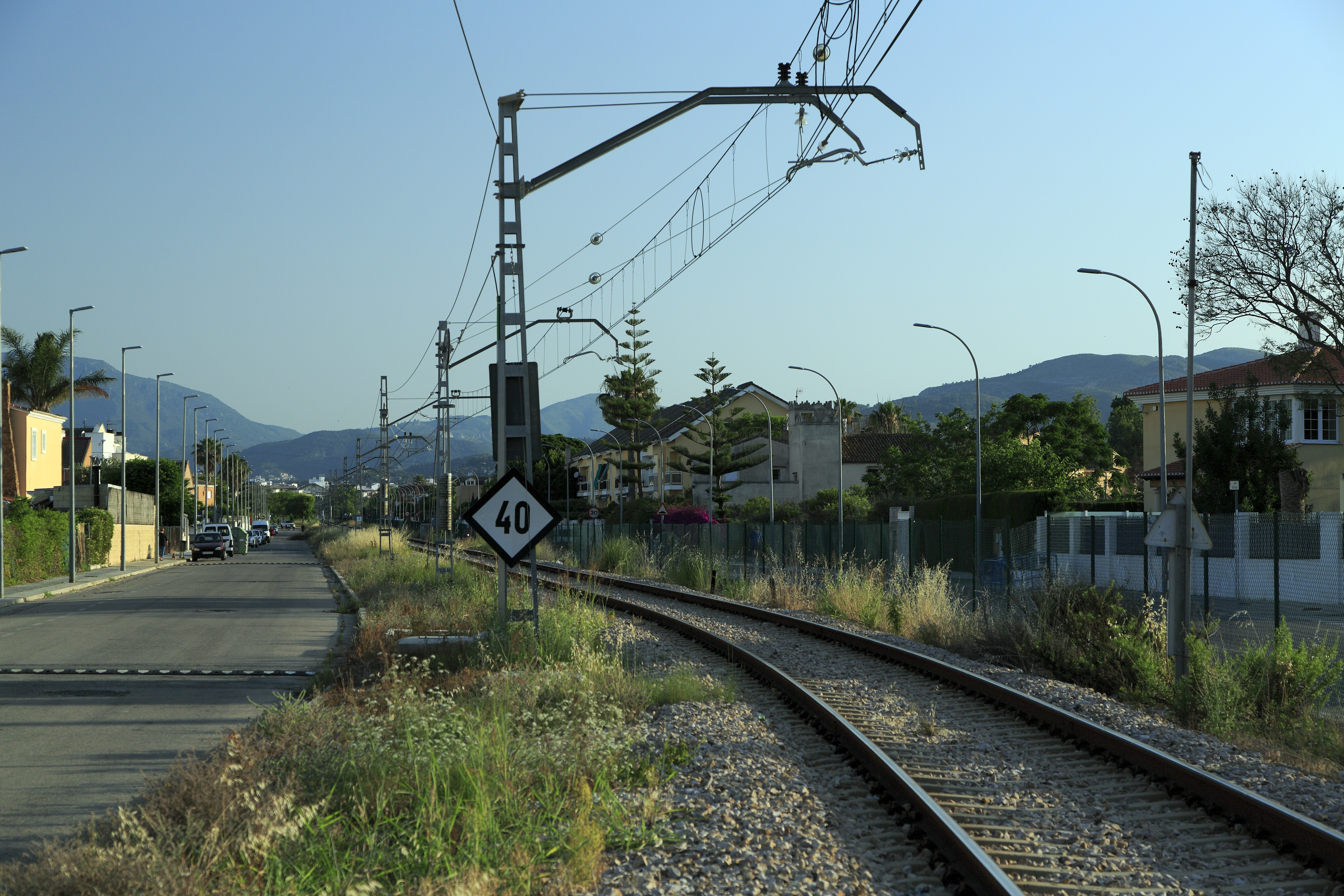
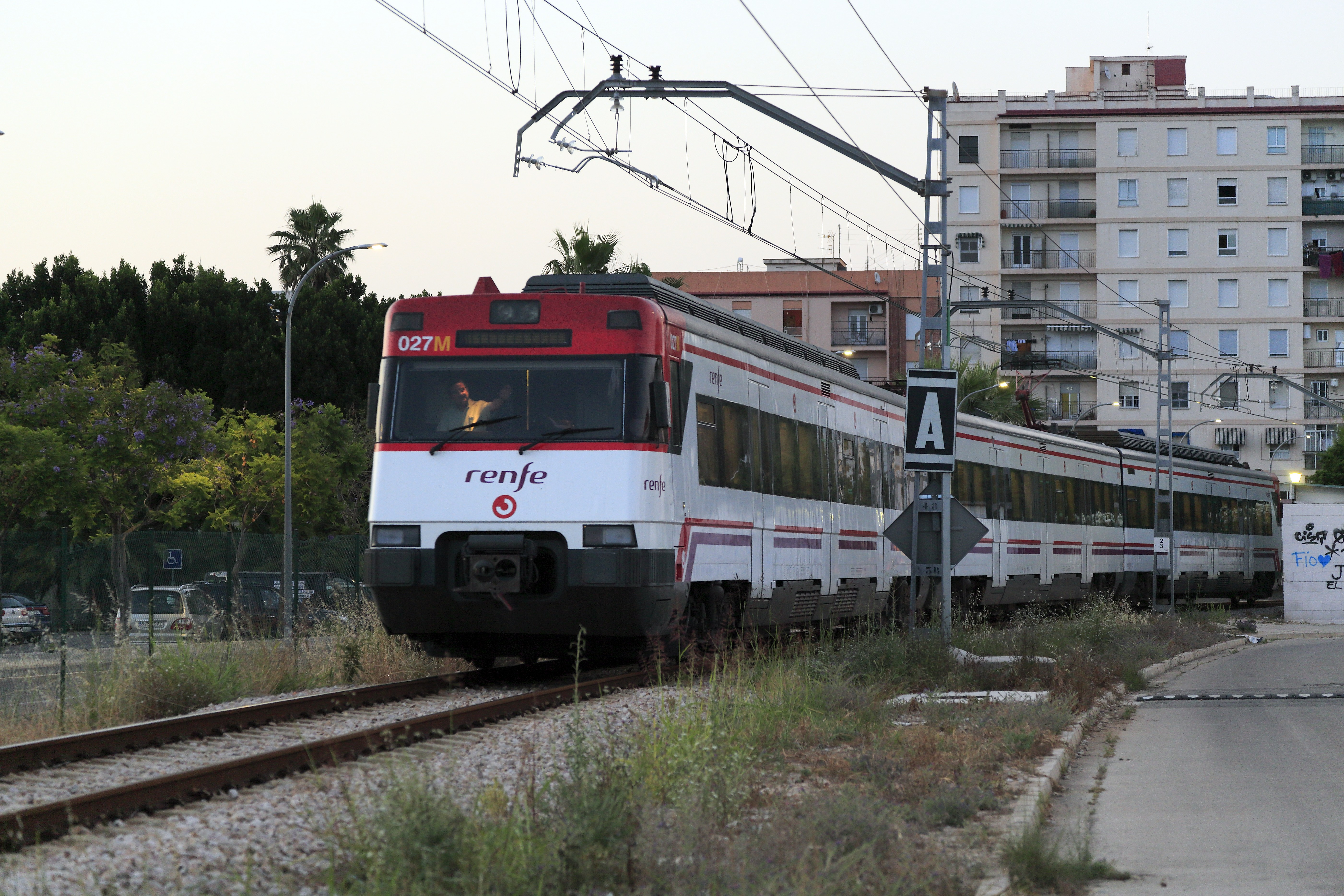
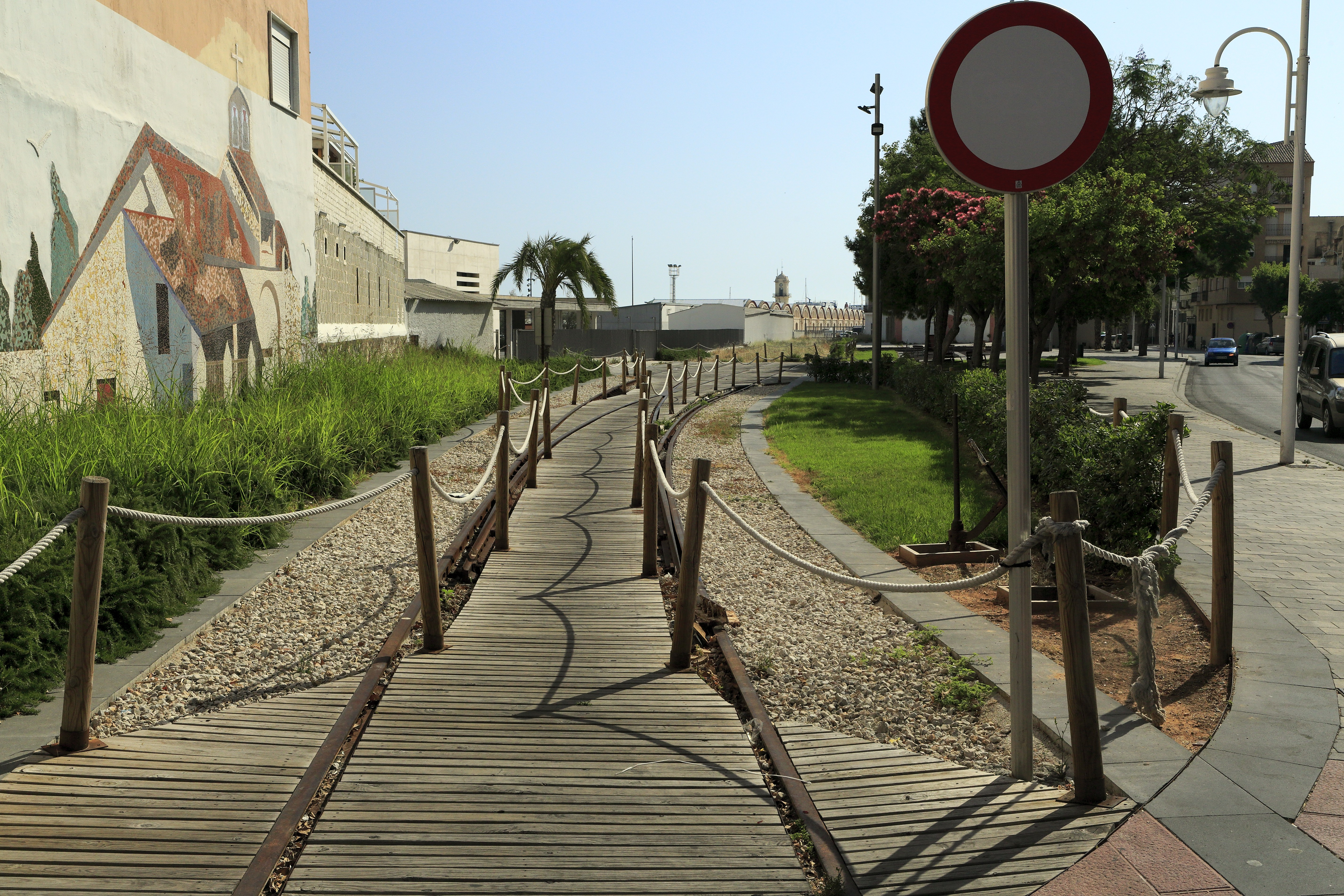
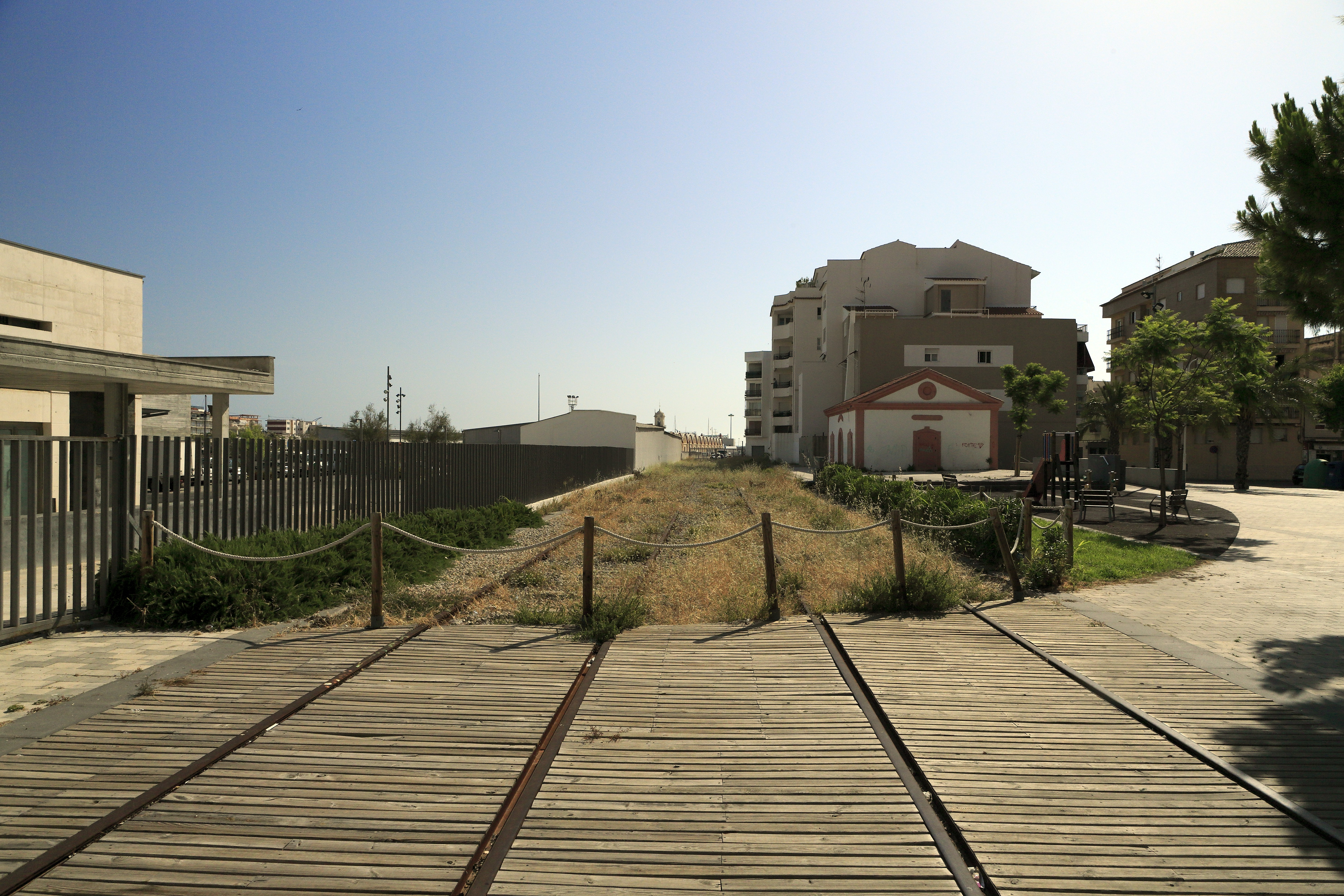